# 阿瓜亞河大眼脂鯉
阿瓜亞河大眼脂鯉，為輻鰭魚綱脂鯉目脂鯉亞目脂鯉科的其中一個種，分布於南美洲巴西阿瓜亞河流域，體長可達6.3公分，棲息在底中層水域，生活習性不明。